# Spherillo opacus
Spherillo opacus är en kräftdjursart som beskrevs av Karl Wilhelm Verhoeff1928. Spherillo opacus ingår i släktet Spherillo och familjen Armadillidae. Inga underarter finns listade i Catalogue of Life.